# Viktoriya Titova
Viktoriya Titova –en ucraniano, Вікторія Тітова– (29 de julio de 1971) es una deportista ucraniana que compitió en esgrima, especialista en la modalidad de espada.
Ganó tres medallas de bronce en el Campeonato Mundial de Esgrima entre los años 1991 y 1998, y una medalla de plata en el Campeonato Europeo de Esgrima de 1998.

## Palmarés internacional
| Representando a la URSS |                           |                   |                    |
| Campeonato Mundial      |                           |                   |                    |
| Año                     | Lugar                     | Medalla           | Prueba             |
| 1991                    | Budapest (Hungría)        | Medalla de bronce | Espada por equipos |
| Representando a Ucrania |                           |                   |                    |
| Campeonato Mundial      |                           |                   |                    |
| Año                     | Lugar                     | Medalla           | Prueba             |
| 1993                    | Essen (Alemania)          | Medalla de bronce | Espada por equipos |
| 1998                    | La Chaux-de-Fonds (Suiza) | Medalla de bronce | Espada por equipos |
| Campeonato Europeo      |                           |                   |                    |
| Año                     | Lugar                     | Medalla           | Prueba             |
| 1998                    | Plovdiv (Bulgaria)        | Medalla de plata  | Espada por equipos |